# Казальборгоне
Казальборгоне, Казальборґоне (італ. Casalborgone, п'єм. Casalborgon) — муніципалітет в Італії, у регіоні П'ємонт,  метрополійне місто Турин.
Казальборгоне розташоване на відстані близько 520 км на північний захід від Рима, 20 км на схід від Турина.
Населення — 1923 особи (2014).
Щорічний фестиваль відбувається третьої неділі вересня. Покровитель — B.V. Assunta (Madonnina).

## Демографія
Населення за роками:

Станом на 1 січня 2023 року в муніципалітеті офіційно проживали 103 іноземці з 21 країни, серед них 63 громадяни країн Євросоюзу та 7 громадян України.

## Сусідні муніципалітети
- Араменго
- Берцано-ді-Сан-П'єтро
- Кастаньєто-По
- Чинцано
- Лауріано
- Ривальба
- Сан-Себастіано-да-По
- Тоненго